# Rabaul

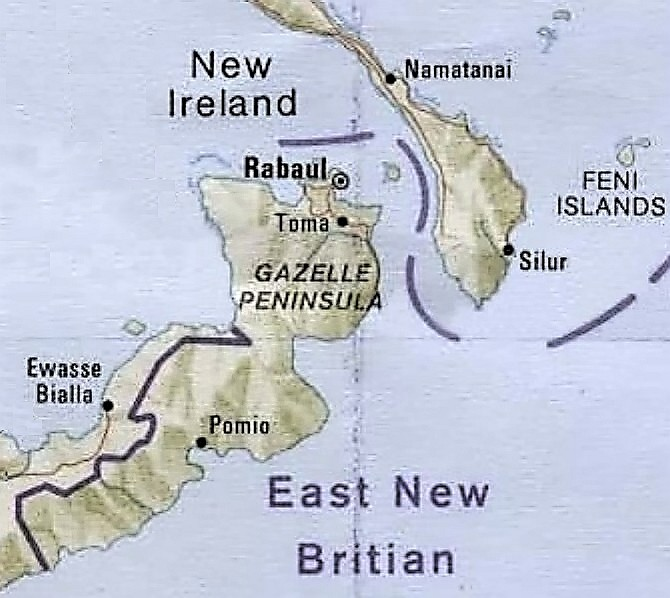
Vị trí Raubaul

Rabaul là một thị trấn ở East New Britain, Papua New Guinea. Thị trấn từng là tỉnh lị và là nơi định cư quan trọng của tỉnh này cho đến khi nó bị phá hủy do tro núi lửa năm 1994.
Rabaul từng là tổng hành dinh của German New Guinea cho đến khi bị chiếm giữ bởi Khối thịnh vượng chung Anh trong chiến tranh thế giới thứ 1, từ đó nó trở thành tỉnh lị của lãnh thổ của New Guinea ủy quyền cho Úc cho đến năm 1937. Trong chiến tranh thế giới thứ 2, nó bị Nhật Bản chiếm giữ năm 1942, và nó trở thành căn cứ quân sự và hải quân chính của Nhật ở Nam Thái Bình Dương. 